# Kníže

Knížecí hodnostní korunka

Koruna mediatizovaných knížectví

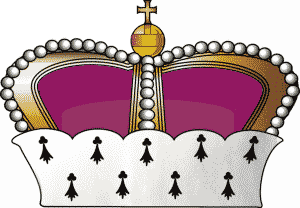
Knížecí hodnostní klobouk

Kníže, v ženské podobě kněžna, je označení vysokého šlechtického titulu. Nositelé tohoto titulu mohou být vládci suverénního knížectví (v současnosti např. Lichtenštejnsko nebo Monako) jako panující, či „zemská knížata“, nebo je chápán jako osobní titul nevládnoucího šlechtice v knížecí hodnosti. Ve většině případů se knížecí tituly dědily v mužské (agnatické) primogenituře.
Ve Svaté říši římské byl udělován titul říšského knížete pro označení hodnosti vládců bezprostředně říšských knížectví. Povýšení do knížecí hodnosti („okněžnění“) uděloval římsko-německý císař.
V obecné a historické rovině se výrazu kníže užívá pro označení vládnoucích kmenových panovníků (např. česká knížata).

## Původ
Slovo kníže pochází ze slovanského výrazu кънѧꙃь - kňaz, které má etymologický základ ve starogermánském kuningaz (pán, vladař), pokračujího v germánských jazycích jako kuning, könig nebo king jako označení pro krále. Historickým vývojem však začal být užíván v několika rozličných významech – jako člen vznešené/panující rodiny resp panovníkova leníka nejvyšší úrovně. Jeho synonymy se tak v mnoha jazycích staly pojmy vévoda a princ.
Panstvím či suverénním územím knížat, ovšem nikoli všech, je knížectví.
V zásadě rozlišujeme:
1. Knížete panovníka (vládne svému knížectví)
  1. Obecný výraz pro panovníka bez ohledu na titul („knížetem“ může být např. i císař)
  2. Panující kníže jako konkrétní titul vládce knížectví (např. Hans Adam II. v Lichtenštejnsku)

1. Knížete titulárního (je pouhým šlechticem)

## Současnost
Nyní se zpravidla termín kníže užívá zejména jako
- generický název pro jakéhokoli suverénního panovníka bez ohledu na jeho oficiální titul
- samostatný (v nynější Evropě nejnižší) titul suverénního panovníka vládnoucího v knížectví;
- vysoký šlechtický titul v rámci vyšší šlechty
- hodnostně obdobné jsou mimoevropské tituly např.: emír, šajch, imám, wang

### Soudobá knížata

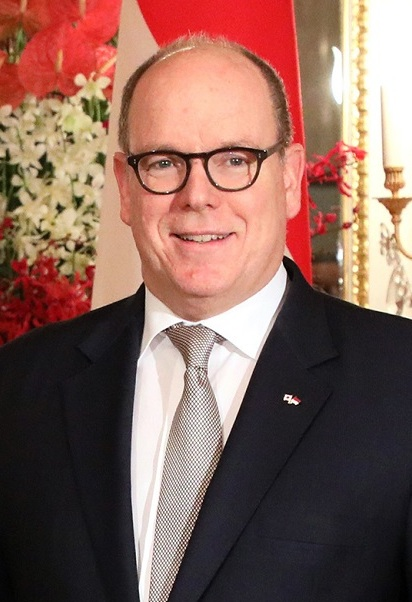
Albert II., panující kníže monacký

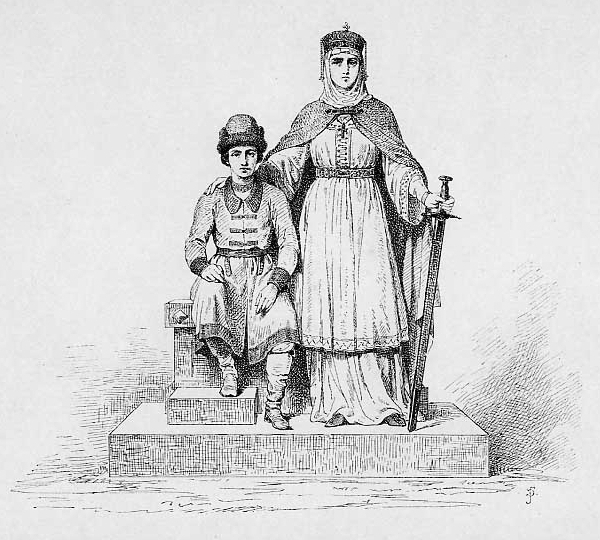
Panovníci Kyjevské Rusi kněžna Olga a její syn, kníže Svjatoslav

V Evropě jsou dnes knížaty panovníci Monaka a Lichtenštejnska. Zvláštním případem je spoluknížectví Andorra, kde se o knížecí titul jako formální představitelé státu dělí francouzský prezident a španělský biskup ze Sao de Urgel.
Mimo Evropu je knížecí hodnost uznávána panujícím emírům Kataru a Kuvajtu, stejně jako všem sedmi emírům Spojených arabských emirátů.
Šlechtická knížata jsou, bez nějakých zvláštních privilegií, oficiálně uznávána již jen v Belgickém království (v jednom případě taktéž v Nizozemsku). V Německu jsou šlechtické tituly (v tomto případě Fürst a častěji Prinz) od roku 1919 součástí příjmení, aniž by z nich vyplývala jakákoli přednostní práva (z právního hlediska jde o příjmení, nikoli titul). Šlechtické tituly jako součást jména v Německu nezrušila ani vláda bývalé NDR.
Knížecí titul nebo hodnost je i v současnosti výsadou několika málo duchovních hodnostářů (viz níže).

## Oslovení
Knížeti přísluší oslovení Jasnost (dříve Knížecí Milost), ostatním členům rodiny pak dle titulu Jasnost či Excelence. Nejstarší syn knížete je většinou dědičný princ (Erbprinz) nebo dědičný hrabě (Erbgraf). Ostatní děti knížete jsou u vládnoucích rodů: princové (princezny) a u šlechtických rodů: hrabata (hraběnky), toto ale není pevně dané pravidlo.

## Etymologie
Samotný výraz pochází ze staroslovanského kъnędzь (pravděpodobně převzato z pragermánského kuningaz, značícího vládce, krále – srov. něm. könig, ang. king), má tedy společný základ s výrazem kněz, s nímž byl zejména ve starších zápisech nezřídka zaměňován. Ve slovanských jazycích (čeština, polština) je synonymem pro vévodu. V Čechách je tento titul spojen s vládcem Čechů do konce 12. století, fakticky stejné úrovně, jako pozdější titul král, který se odlišoval potvrzením, udělením úřadu od vyšší autority – římské říše osobou císaře nebo římské církve osobou papeže. Společné je také jejich volenost, zejména po vymření královského rodu po meči (bez mužského potomka), případně i po přeslici (bez potomka včetně ženského). Váha volby, svévole a udělení úřadu se ovšem v dějinách často proměňovala – u knížat i u králů.
V moderní češtině tak bez rozlišení a většinou nevědomky používáme termín kníže jak pro staroslovanského panovníka s titulem kňaz (např. staří Přemyslovci), tak pro knížete (drobnějšího panovníka či šlechtice) „západního původu“, jehož titul vychází z latinského Princeps. Konečně se výraz kníže souhrnně používá, a to v mnoha evropských jazycích, pro drobnější vládce v mimoevropském světě s vlastními tituly a pro drobné panovníky a kmenové vůdce v pravěku a starověku.
Etymologický původ ekvivalentních titulů v jiných jazycích je poněkud odlišný a vychází z latinského princeps, což znamená „přední“. Toto slovo bylo používáno původně pro hlavy římského senátu, ve smyslu první mezi sobě rovnými. V češtině se z tohoto slova odvozuje také titul princ, který má ale význam spíše pro zdvořilé oslovování potomků vyšších šlechticů.
V několika jazycích tento rozdíl není rozlišen tak jako v češtině. Na druhé straně například v němčině jsou tyto dva tituly rozlišeny, pro knížete Fürst a pro prince Prinz, a přesto vychází ze stejného významového základu „první“ – germánského (něm. erst(e), ang. first, snad jako germánská napodobenina latinského slova) a latinského.
Ve staré češtině byl kníže středního rodu (např. Karel z Lichtenštejna, kníže opavské...), což přetrvalo v čísle množném (knížata).

### V jiných jazycích
| Jazyk                                            | Mužský titul          | Ženský titul / získaný sňatkem od manžela | území                   |
| ------------------------------------------------ | --------------------- | ----------------------------------------- | ----------------------- |
| Latinsky (středověkou, nikoli klasickou latinou) | Princeps              | Principessa                               | Principatus             |
| Italsky                                          | Principe (sovrano)    | Principessa                               | Principato              |
| Francouzsky                                      | Prince (souverain)    | Princesse                                 | Principauté             |
| Španělsky                                        | Príncipe              | Príncesa                                  | Principado              |
| Rétorománsky                                     | Prinzi                | Prinzessa                                 | Principadi              |
| Rumunsky                                         | Prinț                 | Prințesă                                  | Principat               |
| Okcitánsky                                       | Prince                | Princessa                                 | Principat               |
| Anglicky                                         | (Sovereign) Prince    | Princess                                  | Principality            |
| Německy                                          | Fürst                 | Fürstin                                   | Fürstentum/Hochstift    |
| Nizozemsky                                       | Vorst/Prins           | Vorstin/Prinses                           | Vorstendom/Prinsdom     |
| Dánsky                                           | Fyrste                | Fyrstinde                                 | Fyrstendømme            |
| Švédsky                                          | Furste                | Furstinna                                 | Furstendöme             |
| Faersky                                          | Fúrsti                | Fúrstafrúa                                | Fúrstadømi              |
| Frísky                                           | Foarst                | Foarstinne                                | Foarstedom              |
| Staroanglicky                                    | Ǣðeling               | Hlæfdiġe                                  | Þēodenrīce              |
| Slovensky                                        | Knieža                | Kňažná                                    | Kniežatstvo             |
| Polsky                                           | Książę                | Księżna                                   | Księstwo                |
| Chorvatsky                                       | Knez                  | Kneginja                                  | Kneževina               |
| Lotyšsky                                         | Firsts                | Firstienne                                | Firstiste               |
| Litevsky                                         | Kunigaikštis          | Kunigaikštienė                            | Kunigaikštystė          |
| Rusky                                            | Князь (Kňaz)          | Княгиня (Kňagiňa)                         | Княжествo (Kňažestvo)   |
| Maďarsky                                         | Fejedelem/Herceg      | Fejedelemasszony/Hercegnő                 | Fejedelemség/Hercsegség |
| Finsky                                           | Ruhtinas              | Ruhtinatur                                | Ruhtinaskunta           |
| Turecky                                          | Prens                 | Prenses/Şehzade                           | Prensliği               |
| Albánsky                                         | Princ                 | Princeshë                                 | Principata              |
| Irsky                                            | Flaith                | Banflaith                                 | Prionsacht              |
| Velšsky                                          | Tywysog               | Tywysoges                                 | Tywysogaeth             |
| Novořecky                                        | Πρίγκηπας (Prigkipas) | Πριγκήπισσα (Prigkipissa)                 | Πριγκιπάτο (Prigkipáto) |

### Translatologické komplikace
Terminologie evropských jazyků se vyvíjela v závislosti na historicko-politických poměrech dané jazykové oblasti. To je určující například pro počet homonym a terminologickou šíři konkrétního jazyka. Zvláštní výraz pro knížete se tak vytvořil většinou jen v jazycích těch zemí, kde se tento titul v minulosti vyskytoval. Zvláštní termín pro knížete tak obvykle existuje v jazycích slovanských, germánských (s výjimkou angličtiny) a některých evropských jazycích neindoevropského původu (např. ve finštině). Latina, románské jazyky a angličtina užívají stejný tvar pro knížete i prince, založený na latinském starověkém termínu Princeps. Naproti tomu některé slovanské jazyky, např. ruština či polština, užívají pro knížete i prince také totožné slovo, vycházející ale z označení pro knížete (kňaz). Některé jazyky, slovanské i jiné, zase nerozlišují mezi knížetem a vévodou (např. polština nebo maďarština). Germánské jazyky mají obvykle dostatečné terminologické bohatství. Přesto ovšem nizozemština jako germánský jazyk zná sice termín Vorst pro knížete a Prins pro prince, v praxi jsou však šlechtická i mnohá panující knížata v nizozemštině označována termínem Prins, zatímco termín Vorst značí spíše panovníka v obecném smyslu (tento termín se dostal např. i do nizozemského textu belgické státní hymny jako označení pro krále). Také ugrofinská maďarština nerozlišuje důsledně mezi výrazy Fejedelem (kníže) a Herceg (vévoda). V praxi je jako Fejedelem označován především panující kníže. Zejména v období středověku jde často synonymum pro vojvodu (maďarsky jinak též Vajda) a novověký titulární kníže bývá nazýván termínem Herceg. Specifika jednotlivých evropských jazyků tak prakticky znemožňují bez znalosti kontextu přesně porozumět titulatuře, což zejména při překladech vede k častým chybám a nepřesnostem.

### Odvozené termíny v češtině

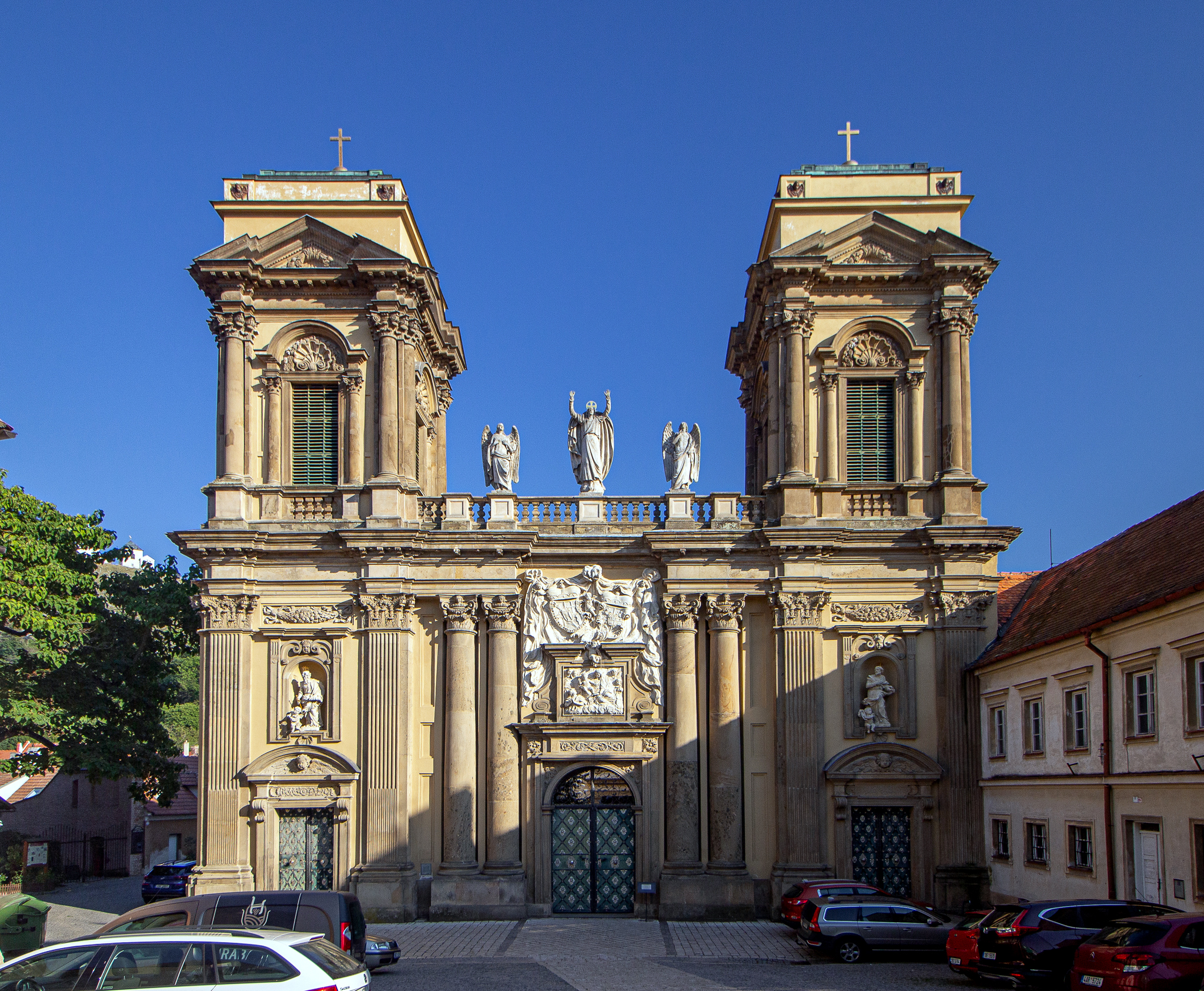
Dietrichštejnská knížecí hrobka v Mikulově

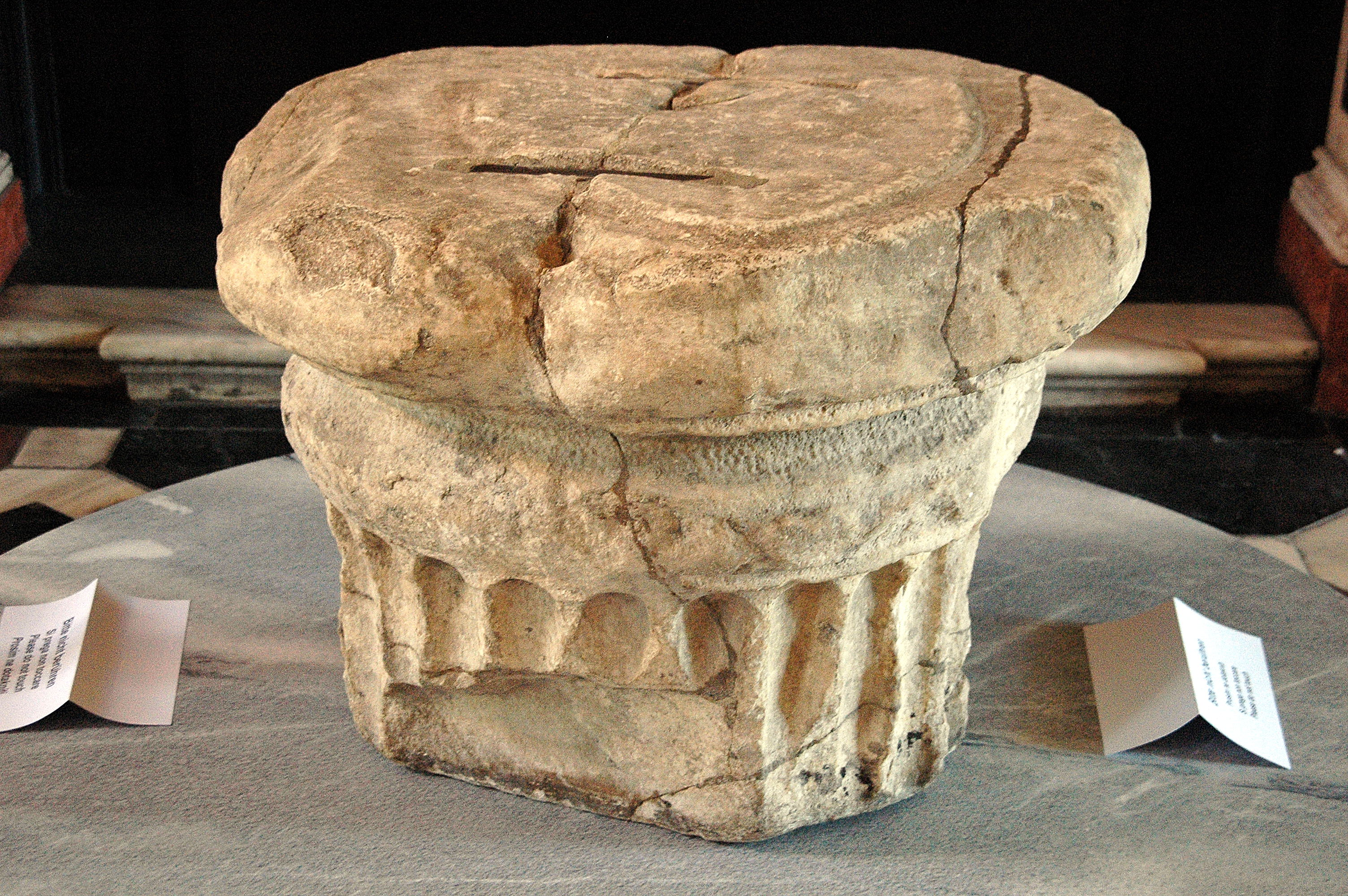
Stolec karantánských slovanských knížat, po roce 976 užíván též říšskými vévody z Korutan, byl původně dórskou hlavicí sloupu z římského období

- Zemský kníže/Kníže země – vladař, zeměpán
- Knížecí hrob – termín z archeologie, označující mimořádně bohatě vybavený prehistorický hrob některého předáka, vojevůdce či kmenového náčelníka
- Knížecí okrsek/akropole – termín z archeologie, označení pro opevněný palácový a kostelní okrsek v centru raně středověkého hradiska
- Knížecí rodové patrimonium – termín pro jádrové panství Přemyslovců
- Knížecí stolec – starší forma knížecího trůnu, např. na Pražském hradě poblíž pahorku Žiži
- Knížecí hrobka/Knížecí krypta – hrobka knížecí rodiny, v ČR např. v Třeboni (Schwarzenberkové) či Mikulově (Ditrichštejnové)
- Knížecí oratoř – uzavřená oratoř sloužící knížecí/vladařské rodině
- Knížecí stát – domorodá monarchie v Indii, mediatizovaná Brity do Indického císařství
- Knížecí rebelie (Fürstenrebellion) – svévolné spolčení některých říšských knížat kolem kurfiřta Mořice s Francií a proti císaři v l. 1552–53
- Velkokníže – titul panovníka Kyjevské a Moskevské Rusi, Litvy, Finska či Sedmihradska i titul princů Ruského impéria, obdobně velkoknížectví
- Arcikníže – nepříliš šťastný překladový výraz užívaný občas v češtině pro arcivévodu
- Titulární kníže – kníže bez vlastního knížectví, nevládne
- Údělný kníže – kníže s vlastním územím, které drží jako závislé léno, ne vždy toto léno (údělné knížectví) bývalo dědičné (např. moravské přemyslovské úděly)
- Duchovní kníže – duchovní hodnostář s knížecím titulem (Viz níže), např. kníže-biskup
- Kníže-volitel – alternativní výraz pro kurfiřta
- Okněžněné hrabství/lankrabství/purkrabství – hrabství/lankrabství/purkrabství ve Svaté říši římské postavené na roveň knížectví
- Okněžněné opatství/proboštství – opatství/proboštství, jehož opat/probošt/abatyše náleží ke knížecímu stavu
- Dědičné knížectví (Erbfürstentum) – označení slezských knížectví pod přímou správou Koruny, dále též označení bývalých duchovních knížectví, získaných po říšském recesu Pruskem
- Mediátní knížectví (Mediatfürstentum) – „bezprostřední knížectví“, variantní označení slezských korunních knížectví, protiklad je immediátní knížectví (mělo vlastního lenního knížete)
- Údělné knížectví – ne zcela nezávislé knížectví, udílené obvykle vrchním vládcem mladším synům nebo bratrům
- Knížecí rada – pejorativní označení pro radu pronesenou bez patřičného vhledu do problematiky (jinak též poradní sbor knížete)
- Knížecí reformace – termín zavedený německým dějepisectvím, označující reformační proces řízený či iniciovaný „svrchu“ panovníkem, nikoli vlivnými kazateli
- Spolek knížat (Fürstenbund) – spolek protestantských říšských knížat kolem Pruska, uzavřený r. 1785 a proticísařsky orientovaný
- Vyvlastnění knížat (Fürstenenteignung) – vyvlastnění části majetku německých, do roku 1918 vládnoucích rodů, provedené výmarskou vládou r. 1919
- Kněžic – staroslovanský titul syna, případně dědice panujícího knížete, v češtině dnes užíván zejména v pověstech a pohádkách

### Kníže v toponymech

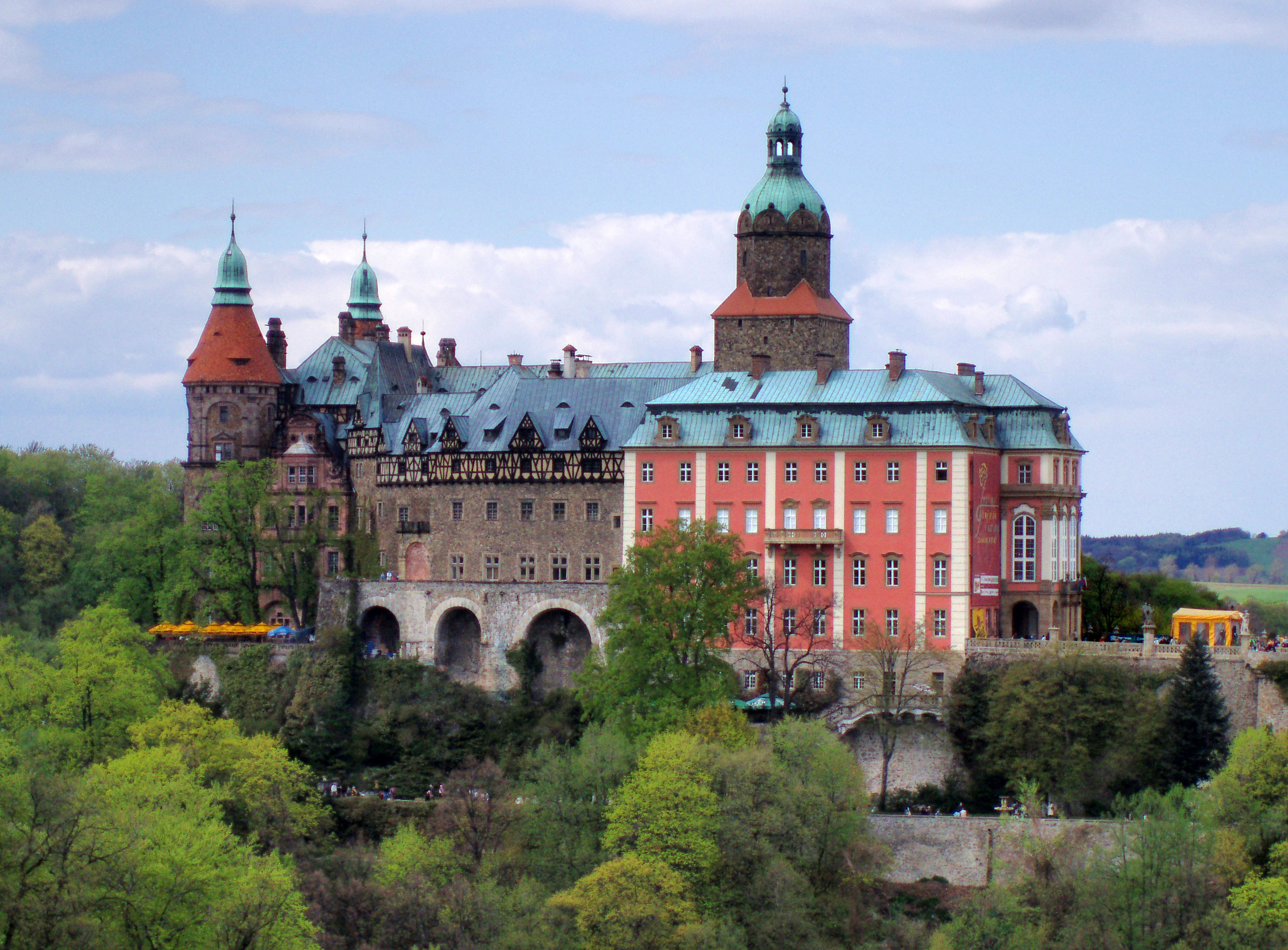
Zámek Książ/Fürstenstein ve Slezsku

Zejména ve slovanském a německém prostředí se termín knížete promítl do toponym. Celá řada lokalit je pojmenována po knížeti, často proto, že byla knížetem založena. Lze uvést několik příkladů:
- Kněževes – název několika obcí v Česku
- Kněžice – celkem 8 lokalit v Česku
- Knížecí Pláně (německy Fürstenhut) – část obce Borová Lada
- Knížecí strom – hora v Českém lese
- Knížecí stolec – hora na Šumavě
- Knížecí studánky – lokalita v Brdech
- Knížecí – část obce Velký Šenov
- Na Knížecí – vlakové a autobusové nádraží na Smíchově a dalších 6 drobných lokalit v Česku, mylně též název hájenky v Brdech u Teslín
- Hrad a městečko Książ (německy Fürstenstein) v polském Slezsku – na knížete upomíná v obou jazycích
- Kneževo (jazykem Muslimů Skender Vakuf) – město v Bosně, jinak několik dalších menších obcí v Bosně a Chorvatsku
- Hercegszántó – obec v jižním Maďarsku
- Fürstenau – městečko v Dolním Sasku, zámek v Hesensku a dalších 5 lokalit v Německu, jedna ve Švýcarsku a historicky také 10 míst v dnešním Polsku
- Fürstenfeldbruck - město s klášterem Fürstenfeld  v Bavorsku
- Fürstenried – dříve ves, dnes součást 19. mnichovského obvodu
- Fürstenwalde – ves v Krušných horách
- Fürstenzell – městečko v Bavorsku
- Fürstenwerder – malá ves v severním Braniborsku, historicky také západopruské Żuławki v dnešním Polsku
- Fürstensee – jezero a ves v jižním Meklenbursku, pojmenované po tamních slovanských knížatech
- Fürst-Pückler-Weg – turistická cyklotrasa v okolí Bad Muskau a Chotěbuzi, pojmenovaná po knížeti Hermannovi von Pückler-Muskau
- Fürstlich Drehna – zámek, městečko a bývalé stavovské panství v Dolní Lužici náležející do r. 1945 knížecímu rodu Lynarů

## Stručné dějiny knížecího titulu

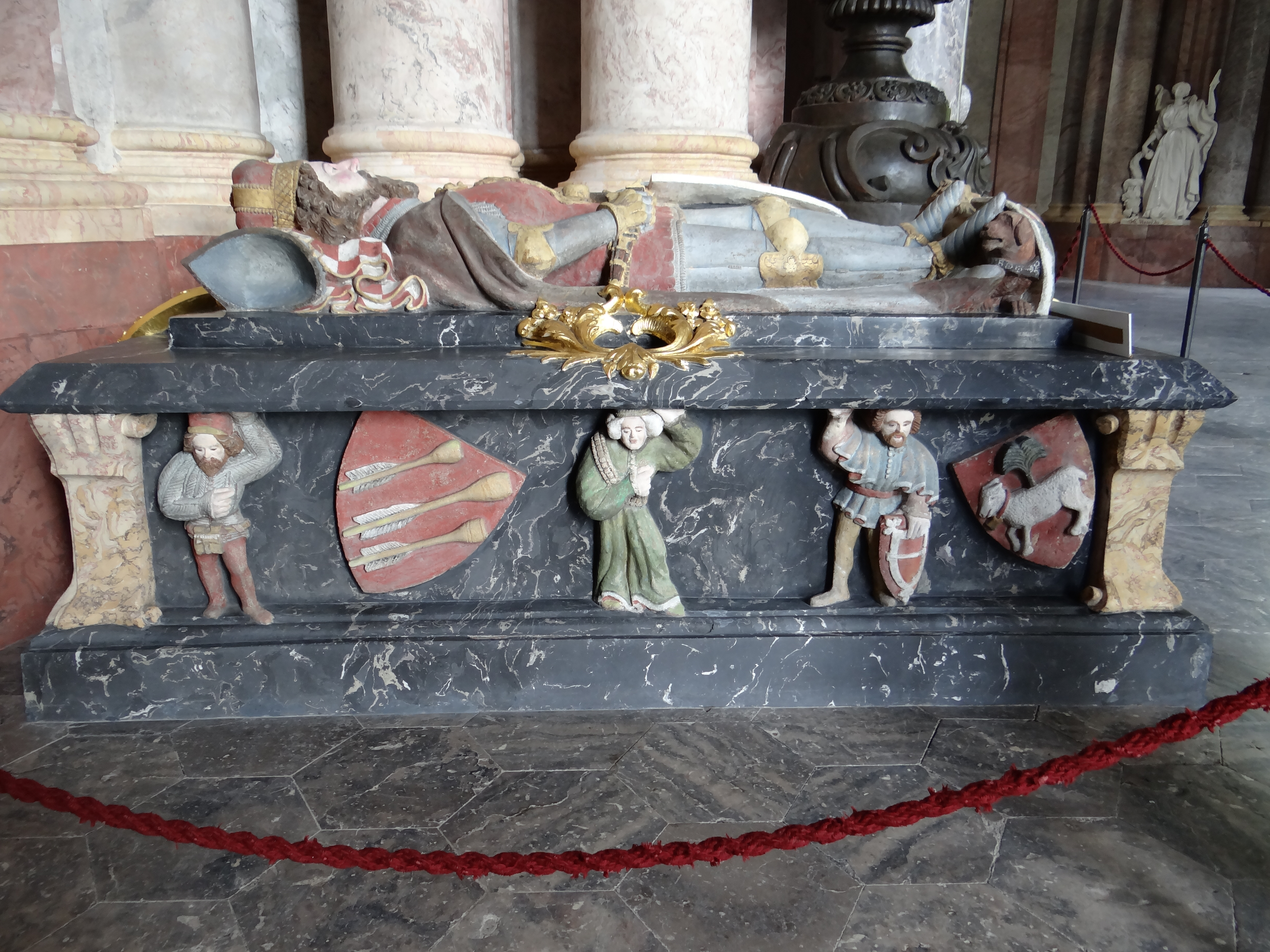
Hrob slezského knížete Bolka II. Svídnického v piastovském mauzoleu křesoborského kláštera

V Čechách byl původně knížecí titul shodný se slovenským výrazem kňaz, zatímco západní prameny jmenují českého panovníka v dobách prvních Přemyslovců nejčastěji jako vévodu (Dux) a „pouhý“ knížecí titul (Princeps) někdy přiznávají údělným knížatům na Moravě. Po vzniku Českého království a nástupu Lucemburků se v Čechách objevují i knížata nepanovnického původu. Jde o polosuverénní panovníky slezských knížectví poté, co bylo Slezsko roku 1335 inkorporováno do českého státu. Knížecí titul náležel i několika církevním hodnostářům, např. pražskému arcibiskupovi či abatyši kláštera Svatého Jiří. Mezi česká knížata patřila také markrabata moravská (pokud nebyla totožná s panujícím králem) a vévodové opavští – nelegitimní větev Přemyslovců. Po vydání Obnoveného zřízení zemského v roce 1627 začaly v Čechách platit šlechtické tituly ze zemí Svaté říše římské a navíc začali čeští králové tyto tituly udílet i z pravomoci českých panovníků (říšský kníže mohl většinou požádat doplňkově o udělení českého titulu), což pokračovalo až do počátku 19. století, kdy byl český knížecí titul nahrazen jednotným rakouským.
Od vydání korunovačního řádu Karla IV. až do bitvy na Bílé hoře byl následník českého královského trůnu těsně před korunovací nazýván knížetem.
Ve střední Evropě a v zemích Svaté říše římské původně knížecí titul jako takový prakticky neexistoval. Hodnost říšského knížete (Princeps Imperii, Reichsfürst) náležela nejpřednějším hodnostářům a vládcům světským i duchovním, kteří byli podle svého titulu např. biskupy, opaty, vévody, markrabaty, lankrabaty, purkrabími a podobně. Ti byli přímými leníky císaře a jejich léna nebyla zpočátku (zhruba do 11. století) dědičná. Oproti ostatním říšským stavům se odlišovali prestižnějším postavením a v počátcích také lenní svrchovaností nad hrabaty a svobodnými pány. Knížata na sebe postupně strhávala větší podíl na moci na úkor slábnoucích císařů, nedokázala ale zabránit emancipaci nižších stavů. Zlatá bula Karla IV. definitivně potvrdila výlučné právo sedmi nejvýznamnějších říšských knížat, včetně českého krále, volit římského krále a potenciální císaře, čímž se kodifikovalo postavení kurfiřtů. V 15. a 16. století narůstal počet světských knížat oproti duchovním, mnohá duchovní knížectví zanikla za reformace. V 16. století se upevnil politický význam titulu říšského knížete, když byl přesně stanoven počet knížectví na říšském sněmu, kde knížecí hodnost představovala podmínku účasti. Zhruba od počátku 17. století se ve větší míře začíná kníže objevovat jako titul, naopak staré tituly markrabích, falckrabích a podobně již nově udělovány nejsou. Prudce narůstá počet nových světských knížat. Oproti dosavadním dvěma či třem desítkám získalo říšský knížecí titul v l. 1582–1806 zhruba 160 rodů a osob. Oproti situaci do konce 16. století ale jen malá část z nich (19 rodů) opravdu usedla na knížecí sněmovní lavici. Tak se knížecí titul odpoutal od svého původního politického významu a stal se spíše čestným vyznamenáním a dokladem vysokého postavení i bohatství nositele. Tyto nové tituly byly také poměrně často udíleny jen hlavám rodu s dědičností vždy pro nejstaršího syna, zatímco dříve patřil ke knížecímu stavu vždy celý rod. Napoleonské války přinesly mediatizaci drobných říšských knížat, z nichž svou svrchovanost udrželo jen několik (např. Lichtenštejnsko nebo Lippe). Knížecí tituly ve střední Evropě byly udíleny i po zániku říše r. 1806 panovníky některých německých států (knížata byla kreována vladaři všech království mimo Sasko a Hannoversko a taktéž panovníky dvou hesenských států: kurfiřtství a velkovévodství), ovšem oproti předcházejícímu období, kdy knížata povyšoval římský císař, byly knížecí tituly udíleny podstatně méně často (větší počet knížat byl povýšen jen v Prusku). Knížecí tituly 19. století získali mnohdy za zásluhy státníci nebo vojevůdci. Prestiž těchto mladých, čistě titulárních knížat, byla však v porovnání s knížaty dřívějšími mnohem menší. Prominentním příkladem „nového“ knížete je kancléř Otto von Bismarck.

## Mediatizovaná knížata
Říšská knížata, která přišla o svá suverénní panství mediatizací říšských území za Napoleona I. a která nezískala suverenitu při jednáních Vídeňského kongresu, si až do zániku monarchie udržela zvláštní privilegia. Byla i nadále považována za rovnocenná vládnoucím panovnickým domům. Jejich hlavou je kníže, ostatní členové mají titul „princ“ či „princezna“. Knížecí rody, které získaly titul pouze jako šlechtickou hodnost během 19. a 20. století (tedy po mediatizaci drobných říšských států, tj. nikdy fakticky nevládly), se liší i označením svých potomků – knížetem je pouze hlava rodu, ostatní členové jsou hrabata a hraběnky (v českých zemích například Kinští). K mediatizovaným rodům patří Lobkovicové, Schwarzenbergové, Fürstenbergové, Thurn-Taxisové, z Hohenlohe.

## Duchovní knížata
V katolické církvi v minulosti docházelo, zejména pak ve Svaté říši římské, k udílení světských vladařských práv některým biskupům, opatům, velmistrům, prelátům a podobně. Ti získali navíc také knížecí titul a mnohdy i právo své země titulovat jako knížectví. Tato duchovní knížectví bývala volená a většinou zanikla za napoleonských válek.
Dnes náleží knížecí titul velmistrovi Řádu maltézských rytířů, který je jako hlava subjektu mezinárodního práva vlastně „panovníkem bez území“. Titul „kníže církve“ (latinsky Princeps Ecclesiae) pak náleží každému kardinálovi. Jako kníže je dnes někdy označován i papež, ačkoli přinejmenším do roku 1870 odpovídaly jeho vladařské pravomoci spíše královským, než jen knížecím. Konečně spoluknížetem andorrským je španělský biskup ze Seo de Urgel.

## Knížata jako šlechtici v Evropě a ve světě
Přestože je knížecí titul nejvíce znám ve střední Evropě a v zemích bývalé Svaté říše římské, můžeme na něj narazit ve většině Evropy i mimo ni. Obecně platí, že knížecí titul jako řádný stupeň vyšší šlechty existoval historicky ve střední a východní Evropě. V Evropě západní má pak jen charakter mimořádného titulu a ve šlechtické hierarchii jej zastupuje vévoda, který naopak téměř chybí v zemích na východ od Rýna. Prakticky žádná knížata se nevyskytovala ve Skandinávii.

### Litva a Polsko
Na staré Litvě byl knížecí titul tradičně přiznáván potomkům dříve panujících dynastií různého původu. Vedle různých větví rodu Gediminovců (Czartoryští, Buremští, Pińští, Sanguszkové aj.) měly nárok na knížecí titul také další rody litevských kmenových knížat (např. Holszańscy nebo Giedroyći), rody původu rurikovského (Ogińští, Czetwertyńští, Zbaraszští aj.) i rody tatarské (Glińští). Akt o Lublinské unii z roku 1569 zavedl knížecí titul také v Polsku, polská szlachta se však přijímání nových titulů bránila a roku 1638 si prosadila, že uznávat se budou jen tituly těch knížecích rodů, které jsou výslovně uvedené v aktu o Lublinské unii (vedle dynastických rodů ještě Radziwillové, povýšení roku 1547 do říšského knížecího stavu, což bylo uznáno i na Litvě (1549) a Lublinskou unií také v Polsku). Připouštělo se sice vydávání dodatkových usnesení sejmu pro vydávání dalších knížecích uznání, to se však stávalo jen velice vzácně (např. Lubomirští, kteří byli od roku 1647 říšskými knížaty, byli v Polsku uznáni roku 1682, polská větev knížat de Ligne, kteří byli říšskými knížaty již od r. 1601, byla roku 1780 i v Polsku uznána za knížecí apod.). Uznával se však knížecí stav potomků volených králů (dcery Jana Sobieského). Teprve král Stanislav August Poniatovski dosáhl roku 1764 dědičného povýšení bratrů Andrzeje, Kazimierze a Michala na knížata. Na Litvě ani v Polsku nebyla hodnost knížete zcela totožná s hodností magnáta, tedy mimořádně velkého pozemkového vlastníka. Kníže mohl i nemusel být magnátem a většina magnátů knížaty nebyla. Poslední knížecí tituly v Polsku byly uděleny až po pádu monarchie. V roce 1928 si náčelník generálního štábu Piłsudski a prezident Mościcki nechali udělit knížecí tituly od afghánského krále Amanulláha.

### Rusko

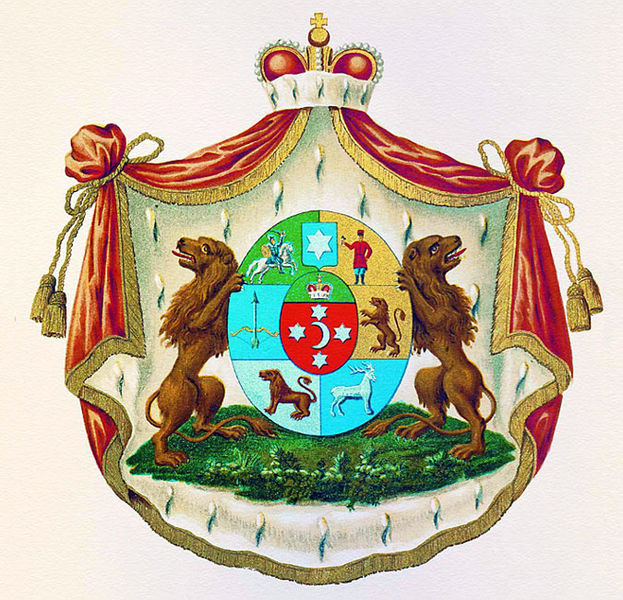
Erb knížete Felixe Jusupova, Rasputinova vraha

V Ruském imperiu byl knížecí titul od starých dob uznáván příslušníkům dříve vládnoucích dynastií nejrůznějšího původu, ale i vyznání. Ruskou aristokratickou špičku tak spoluvytvářela mj. knížata odvozující původ od Rurikovců (Obolenští, Lvovové, Vjazemští atd.), od Gediminovců (Galicinové, Czartoryští, Sanguszkové, Dručtí-Lubečtí atd.), od německých panujících knížat, resp. vévodů (Meklenburští, Leuchtenbergové/Romanovští), od tatarských chánů (Jusupovové, Girejové), od gruzínských panujících dynastií (Bagrationové, Dadiani-Imeretinští), od jiných gruzínských knížecích rodů (Amilakvarovové, Abamelekové), od byzantských vzdorocísařů (Kantakuzenové), čerkéských chánů (Kabardští), kalmyckých kaganů (Dondukovové), osťackých náčelníků (Satygin-Kondijští), indických regionálních rádžů (Vizápurští) či evenckých rodů (Gantimurovové). Od dob Petra Velikého nastalo povyšování i knížat „nových“, nedynastického původu. Prvním takto povýšeným knížetem byl roku 1707 Oleg Menšikov, který sám pocházel z rodiny nevolníka, následovaly např. rody Orlovů, Zubovů nebo Potěmkinů či národnostně neruská knížata Barclay de Tolly nebo Lieven. V některých případech došlo i k ruskému uznání titulárních knížat pruských (Osten-Sacken, Sayn-Wittgenstein-Sayn) nebo toskánských (Děmidov di San Donato). Poslední ruskou titulární kněžnou se stala v roce 1915 druhá a morganatická manželka velkoknížete Pavla, Olga Valerianovna Karnovičová, která se stala kněžnou Palejovou. Počet ruských knížat se rozrostl také po zřízení Polského kongresového království, neboť tam, vedle množství usazených knížat „starého“ dynastického původu, nová knížata povyšoval sejm a car je jen potvrzoval (Svjatopolkové-Mirští). Výjimečně car i jmenoval nové (Johana Grudzińska, morganatická choť velkoknížete Konstantina se stala kněžnou łowiczskou). Ve Finsku, které stejně jako Polsko mělo vlastní šlechtickou obec, oddělenou od ruské, došlo pouze jedenkrát k místnímu potvrzení říšského a ruského knížecího titulu pro finského gubernátora Alexandra Sergejeviče Menšikova. Jinak se ve Finsku knížecí titul neobjevil. Ruské knížecí rody přijaly více či méně německé heraldické zvyklosti, včetně hodnostních klobouků. Zajímavostí je, že původní knížecí dynastie užívají pouze erbovní štít, knížecí plášť a klobouk, zatímco nové povýšená knížata také „západní“ helmy, klenoty, devizy a štítonoše. Ruská knížata se oslovují „Vaše Osvícenosti“ (Сиятельство, resp. Šatelstvo), ta významnější pak naprostou většinou „Vaše Jasnosti“ (Светлость resp. Svetlost). Knížecí titul býval v Rusku udílen obvykle celému rodu či alespoň všem potomkům prvního knížete a všichni povýšení bývali knížaty, nikoli princi.

### Balkán

Knížectví a osmanské vilájety na severním Balkáně k roku 1683

Na Balkánském poloostrově vycházel titul knížete původně, tak jako např. v Rusku, Polsku i v Čechách ze slovanského titulu Kňaz. Díky velkému kulturnímu ovlivnění stran jiných kultur některá balkánská knížectví užívala též tituly z jiných kulturních okruhů jako např. maďarský panovnický titul Fejedelem či východorománský Domnitor. Nejobvyklejším titulem na Balkáně pak byl slovanský titul vojvoda, užívaný paralelně s tituly jinými pro jedinou monarchii. K balkánským vojvodstvím (knížectvím) patřilo např. Sedmihradsko, Valašsko, Moldavsko, Bulharsko, Černá Hora či Srbsko. Knížata jako šlechtici představovali původně sesazené (mediatizované) kmenové vládce a nejobvyklejší byli v Chorvatském království. Již Zikmund Lucemburský povýšil roku 1425 rod Frankopanů na říšská knížata z Krku s polosuverénním postavením, čímž ztvrdil jejich tradiční knížecí postavení. Většina balkánských knížectví zcela zanikla s osmanským náporem, avšak od poloviny 19. století docházelo k jejich postupné restituci. Zvláštností mezi balkánskými knížecími rodinami jsou rody řeckých Fanariotů, knížecích rodů, z nichž některé se odvolávají na byzantské kořeny a mnohé vládli jako turečtí vazalové ve Valašsku či Moldavsku (Douza, Ypsilanti, Mavrocordato). Z nich vyniká rod Cuzů (Cantacuzenů), vládnoucí též ve sjednoceném Rumunském knížectví. Posledními balkánskými knížectvími, která vznikla až ve 20. století, se staly Albánie r. 1913 a její panovník, kníže Wilhelm, princ z Wiedu (v Albánii ovšem titulovaný jako král: Mbret) a knížectví Pindus roku 1941 s knížaty z rodů Diamandi, Matushi, Cseszneky a Ayala de Valva.

#### Latinské císařství
V Latinském císařství se císaři snažili vytvořit podobnou hierarchii vazalů, jakou měla Svatá říše římská. Nejmocnější vazalové tak vystupovali jako Princeps Imperii, tedy říšská knížata. Výslovný knížecí titul náležel polosuverénním panovníkům Achaie. 

Jeden z Tavadi ve staré Gruzii

### Gruzie
V Gruzii, zemi na pomezí evropského a asijského kulturního okruhu, existovalo od středověku několik místních titulů, překládaných do evropských jazyků jako kníže (příp. vévoda, velkovévoda či car). Nejblíže českému chápání knížete-šlechtice a panovníkova vazala je hodnost Tavadiho. Tavadi patřil k nejvyšší gruzínské šlechtě a nebyl suverénem. Překládán bývá jako kníže. Naproti tomu pět místních rodů s titulem Mtavari (vládcové Samcche, Gurie, Abcházie, Svanetie a Mingrelie) si uchovalo postavení suverénních či alespoň polosuverénních vládců, nebyli závislí na gruzínských králích z rodu Bagrationů a sami byli lenními pány některých Tavadi. Mtavari z rodu Dadiani, vládci Mingrelie si své polosuverénní postavení udrželi i vůči ruským carům a to až do roku 1867. Termín Mtavari se do západních jazyků překládá někdy jako kníže, jindy jako vévoda. Konečně čtyři oblasti Gruzínského království (Aragvi, Gurie, Rača a Ksani) měly zvláštní hodnost Eristavo. Jejich správci Eristavi měli toto správcovství v některých obdobích dědičné. Na rozdíl od Mtavari však nešlo o (polo)suverénní vladaře, nýbrž o vysoké úředníky a hodnostáře-aristokraty ve službách krále. Hodnost Eristavi bývá do západních jazyků překládána jako vévoda či velkovévoda. Po připojení Gruzie k Ruskému impériu roku 1801 byl místním Tavadi, Mtavari i Eristavi stejně jako členům královské rodiny přiznán jednotně titul ruského knížete (Kňaz) Pouze poslední panující gruzínský král George XII. získal v Rusku doživotní titul car a jeho následník, princ David, spolu s ostatními královskými syny doživotní titul carevič. Kontakty gruzínské a české šlechty jsou velice sporadické, přesto došlo v roce 1958 v Paříži ke sňatku hraběte Radslava Kinského s princeznou Tamarou z rodu Amilakvari, jenž patří mezi staré zemské Tavadi.

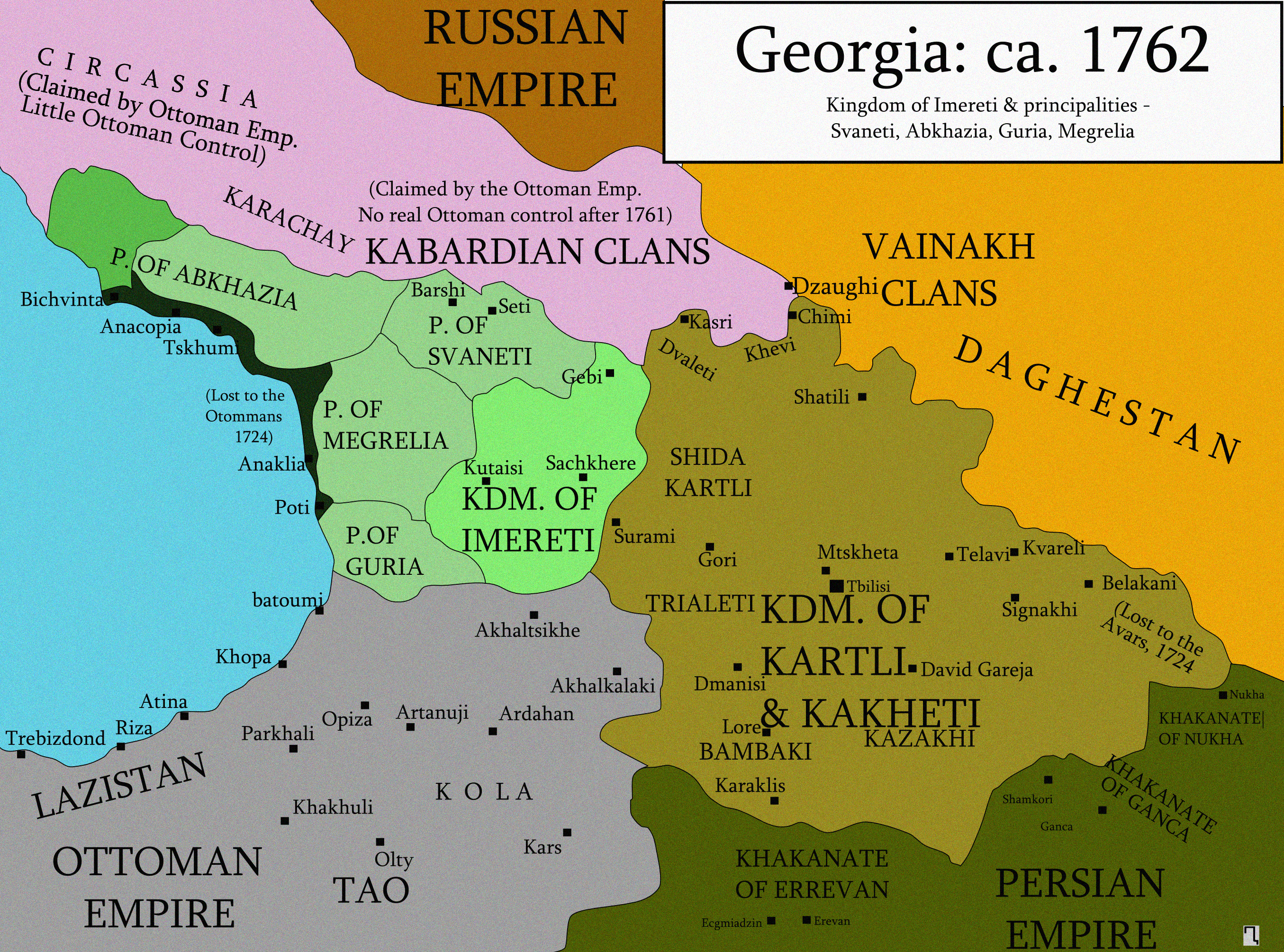
Gruzínská království a knížectví c. 1762.

### Francouzské království a císařství

#### První Francouzské království
Ve Francii v dobách Ancien régime, mělo označení „kníže“ (Prince) dvojí obsah. Jednak šlo o hodnost, která převyšovala i nejvyšší stupeň řádné francouzské aristokracie, tedy vévodské pairy. Sem patřila tzv. zahraniční knížata (Princes Étrangéres) a snad by sem šlo počítat i prince královské krve, neboť francouzština jazykově nerozlišuje tituly prince a knížete a výklad „kníže královské krve“ nebo např. „kníže z Condé“ je v některých případech možný. Vedle „knížat svojí hodností“, která mnohdy užívala jiné, nejčastěji vévodské, tituly, znala Francie i knížete jako titul a jeho původ i postavení ve francouzské společnosti byly mnohem komplikovanější. Kníže býval od pozdního středověku držitel některého feudálního léna, tradičně nazývaného jako knížectví. Knížaty byli i drobní suveréni obklopeni francouzským územím, kterým ale nebyla u dvora přiznána hodnost zahraničních knížat (knížectví Henrichemont, Bidache, Arches-Charleville, tzv. „Království Yvetot“ apod.). V 15. a 16. století máme navíc doložené i první případy povýšení nějakého panství Korunou na „knížectví“ (Principauté), častější v dalších staletích (např. r. 1667 vzniklo knížectví Soubise pro rod Rohanů). V 18. a 19. století byli někteří francouzští poddaní povýšeni na knížata od cizích panovníků (římských císařů, papežů) a jejich titul jim byl ve Francii uznán (1743 Fouquet de Belle-Isle, 1757 Louis de Bauffremont, 1820, resp. 1838 Armand de Polignac). I sama vysoká šlechta, především vévodové, svévolně „povyšovala“ některá rodová panství na knížectví a ta pak udílela svým nejstarším synům a následníků, aby tak ponížila své velké konkurenty – zahraniční knížata, neboť „vévoda je přece více nežli kníže“ (takto se např. nejstarší syn vévody de La Rochefoucauld „stal“ knížetem z Marcillacu). Z historických důvodů byli ve Francii knížaty i někteří bývalí biskupové (Cambrai, Mety, Besançon aj.), preláti (abatyše z Remiremontu, opat z Murbachu aj.) i světští panovníci (knížata z Orange) Svaté říše římské. Celkem se mohlo v předrevoluční Francii vyskytovat zhruba 40 knížectví a knížecích titulů. Přes tento počet a tuto nepřehlednou situaci se kníže nikdy nestal samostatným stupněm francouzské šlechtické hierarchie a titul knížete byl užíván jen jako doplňkový, tzv. subsidiární. Nešlo-li o tzv. zahraničního knížete, byl francouzský kníže považován za titul nižší než vévoda, ale vyšší než markýz a oslovoval se: Excelence. Šlo o titul přísně primogeniturní a vázaný na rodové panství, výjimku však tvořila některá říšská knížata (1759 Victor-François de Broglie) s knížecím titulem pro celý rod, jemuž byl říšský diplom v plném rozsahu uznán i ve Francii. V takovýchto rodech jsou či byli knížaty (princi) všichni.

#### První Francouzská republika
Ačkoli Francouzská republika zrušila a přísně odmítala uznávat veškeré šlechtické tituly, měl první konzul Napoleon Bonaparte od r. 1800 oficiálně titul kníže-konzul (Prince-Consul), který ale vlastně šlechtickým titulem nebyl.

#### První Francouzské císařství
V dobách Prvního Francouzského císařství byly veškeré dosavadní šlechtické tituly zrušeny a nahrazeny novými se specifickými pravidly a heraldikou. Napoleon usiloval o postavení univerzálního císaře, podobné pozici středověkých římských císařů. Zaváděl vlastní lenní systém s loutkovými vládci a jednotným systémem šlechtického práva a jednotnou heraldikou. Svým příbuzným, králům v satelitních státech, zakázal udílet knížecí tituly, kteréžto právo si, jako císař, rezervoval pro sebe. Napoleonská šlechta, vytvořená definitivně roku 1808 měla jeden stupeň nižší šlechty: rytíře, a čtyři stupně šlechty vyšší: (vzestupně) baron, hrabě, vévoda a kníže. Jen knížata a vévodové byli držiteli teritoriálního predikátu (místního přídomku) a jen některá z knížat byla suverény (z vévodů žádný). Jednalo se však, spíše než o skutečné suverénní panovníky, o závislé vládce v podobném postavení, jaké má např. dnešní Monako vůči Francii. Ostatní šlechtici byli jen např. baron de l´Empire bez predikátu. Knížecích titulů bylo za Prvního císařství uděleno neobyčejně málo a na rozdíl od zbývajících titulů byly tituly knížat automaticky dědičné, ovšem výhradně v primogenituře.

##### Knížata kreovaná Napoleonem
Suverénní knížata:
- Charles-Maurice de Talleyrand-Périgord se stal roku 1806 knížetem z Beneventa (Prince de Benevent)
- Jean-Baptiste de Bernadotte se roku 1806 stal knížetem z Pontecorvo (Prince de Pontecorvo) (roku 1810 namísto toho princem následníkem švédským, uprázdněný titul i s knížectvím po krátké pauze přešel roku 1812 na syna Joachima Murata, Luciena Murata, prince neapolského a prince Francie)
- Louis-Alexandre Berthier se roku 1806 knížetem z Neufchâtel (Prince de Neufchâtel)
- Jean Lannes se stal roku 1807 knížetem seveřským (Prince de Sievers)
- Philipp, hrabě von der Leyen se stává roku 1806 knížetem od (řeky) Leyeny (Fürst von der Leyen)
- Jiří Vilém, hrabě ze Schaumburg-Lippe se roku 1807 stává knížetem na Schaumburgu-Lippe (Fürst zu Schaumburg-Lippe)

Poslední dvě jmenovaná knížata byla suverény Rýnského spolku a v právních, např. heraldických záležitostech se řídila německými a bývalými říšskými zvyklostmi (klobouk knížat Svaté říše, knížecí titul pro veškeré potomky atp.). Schaumburg-Lippe ani nebylo řádnými procedurami povýšeno, ale jako knížectví se objevuje až v přistupujících listinách k Rýnskému spolku. Podobné je to se zřízením těch německých knížectví, která vznikla z říšských panství, kterým již vládly osoby knížecího rodu, ale teprve Rýnský spolek jim přiznal status knížectví (Pyrmont v rámci Waldecku, jednotlivá hrabství Reussů či hrabství katolických Hohenzollernů ve Švábsku)
Knížata s tzv. Tituly vítězství s predikáty podle vítězné bitvy:
- Louis-Nicolas Davout se stal roku 1809 knížetem z Eckmühlu a navíc ještě vévodou z Auerstaedtu (Prince d´Eckmühl et Duc d´Auerstaedt)
- Louis-Alexandre Berthier se stal roku 1809 knížetem z Wagramu (kromě svého vladařského titulu – viz výše) (Prince de Wagram)
- André Masséna se stal roku 1810 knížetem z Esslingu (Prince d´Essling)
- Michel Ney se stal roku 1813 knížetem z Moskvy („bitva u Moskvy“ je francouzský název pro bitvu u Borodina) a navíc byl od roku 1808 vévodou z Elchingenu (Prince de la Moskowa et Duc d´Elchingen)[22]

Zvláštní případy:
- Charles-François Lebrun, vévoda z Piacenzy, držel úřad a titul knížete-arcipokladníka Císařství (Prince-Architrésorier).
- Jean-Jacques-Régis de Cambacérès, vévoda z Parmy získal patronymní (podle jména) knížecí titul (Prince Cambacérès et de l´Empire)

Napoleonova rodina:
Knížetem benátským (Prince de Venice) byl i Napoleonův adoptivní syn Eugen de Beauharnais. Knížectví ovšem patřilo pod Italské království a nebylo suverénní. Stejným způsobem byla v l. 1807–1813 titulární kněžnou boloňskou Eugenova dcera Joséphine. Napoleonova sestra Paulina byla v roce 1806 krátce vládkyní Guastally s titulem „kněžna a vévodkyně“ (Princesse et Duchesse de Guastalla). Její muž, kníže Camillo Borghese, který vládl Guastalle jako spolukníže po Paulinině boku sice neobdržel knížecí titul Francouzského císařství, ale získal status tzv. „prince Francie“ (Prince de France), titulu vyhrazeného Napoleonovým příbuzným, kteří nebyli dětmi císaře (děti císaře byly „císařskými princi“, Princes imperiaux a korunní princ byl princem Císařství, Prince impérial). Další z Napoleonových sester, Élisa, usedla na trůn nově pro ni zřízeného Knížectví Lucca a Piombino. Její manžel, Felice Pasquale Baciocchi byl Napoleonem roku 1805 výslovně povýšen na knížete z Luccy a Piombina, skutečnou vládu ale v letech 1805–1814 vykonávala jeho žena.

#### Druhé Francouzské království
V období Restaurace přiznali bourbonští panovníci knížecí tituly třem rodům. Ludvík XVIII. přiznal v roce 1815 knížecí titul ministru a francouzskému zástupci na Vídeňském kongresu Talleyrandovi a Karel X. r. 1828 pak tituly knížete z Hénin rodu Hénin-Liétard a knížete z Lucinge pro rod Faucigny. Rody všech držitelů všech těchto knížecích titulů v současnosti (2017) již vymřely.

#### Druhé Francouzské císařství
Za Druhého císařství nechal císař Napoleon III. potvrdit a obnovit některé napoleonské knížecí tituly, zrušené rozhodnutím Vídeňského kongresu. Takto získali v roce 1852 všichni synovci Napoleona I. knížecí titul s oslovením „Výsosti“ (Altesse) a v roce 1853 všichni potomci Joachima Murata, krále neapolského, taktéž knížecí titul dědičný pro veškeré potomky opět s predikátem „Výsost“. Původní status těchto rodin jako císařských, resp. královských princů, vyjádřený predikáty užívanými před rokem 1815: „císařská Výsost“ a „královská Výsost“ byl ovšem Napoleonem III. striktně zamítnut.

### Itálie
V Itálii se knížecí titul objevoval již v raném středověku, když někteří langobardští vévodové přijali knížecí titul (Princeps), chápaný jako vyšší než vévodský (např. vévodové z Capui, Beneventa či Salerna). Vévodové Svaté říše římské a suverénní vévodové, povýšení papežem byli také v širším smyslu chápáni jako knížata. Vlastní titul knížete se objevuje v Itálii ve větší míře až v raném novověku. V jižní a střední Itálii, kde knížecí tituly (italsky Principe) pro zemské šlechtice udílel král sicilský, neapolský nebo papež, se knížecí titul již během 16. století stal nejvyšším šlechtickým titulem, nadřazený i nepanujícím vévodům. V severní, tzv. Říšské Itálii, kde povyšování do knížecí hodnosti zůstalo plně v císařových rukou, panovaly odlišné poměry. Vládnoucí kníže italské části Svaté říše římské byl, tak jako v části německé, považován za méně prestižního panovníka, než byl vévoda. Knížecí titul oproti vévodskému titul býval mladšího data a byl v průběhu raného novověku udělen jen panovníkům opravdu trpasličích státečků (např. 1594 Piombino pro rod Appiani, 1616 Correggio pro pány z Coreggia, 1760 Toriglia pro rod Doria-Pamphili-Landi). Knížata jako šlechtici jsou císařem (stejně jako v německé části říše) jmenována teprve od počátku 17. století (př. 1622 Carraffa, 1625 Orsini, 1699 Hercolani, 1710 Albani, 1769 Barbiano-Belgioso atd.). Knížecí titul tu byl tak jako v Německu nejvyšším šlechtickým titulem, protože vévoda jako šlechtic v říši vůbec neexistoval (italský říšský kníže byl ovšem bezprostředně nadřazen markýzi, zatímco německý hraběti). V naprosto výjimečných případech byl knížecí titul udělen i z vladařské pravomoci nepříliš významného Milánského vévodství. V Království neapolském a Sicilském ztratil knížecí titul záhy na prestiži, protože byl spolu s drobnými lény udělen příliš velkému počtu osob. Habsburkové odměňovali tamním knížecím, případně vévodským titulem zasloužilé šlechtice ze všech zemí pod svou vládou (v Čechách se takto roku 1690 stal hrabě Jindřich František z Mansfeldu knížetem z Fondi a hrabě Wirich Daun roku 1711 knížetem z Teano). Bourboni v 18. století, zejména král Ferdinand I. si pak prodejem vysokých aristokratických titulů ve velkém vylepšovali platební bilanci Koruny. Proto neapolsko-sicilské knížecí tituly, zejména ty od bourbonských králů, nemají srovnatelnou váhu s knížecími tituly od jiných panovníků. V 19. století bylo několik málo knížecích titulů kreováno toskánskými velkovévody (Poniatovski di Monte Rotondo) či rakouskými císaři (Erizzo). V udílení knížecích titulů se pokračovalo i po sjednocení Itálie. Lateránské dohody roku 1929 zavázaly italské krále uznat jakýkoli dosavadní i budoucí šlechtický titul udělený papežem (tedy i knížecí), za titul italský. V důsledku těchto skutečností je dnes v Itálii kolem jednoho sta knížecích titulů, o které se ovšem dělí značně nižší počet rodů. Italské království uznalo titul knížete (Principe) za nejvyšší v zemi, nadřazený titulu vévodskému (výjimky se připouští jen tam, kde jde o titul bývalého suveréna, pak může být knížeti nadřazen i hrabě). Titul je v naprosté většině případů primogeniturní, lze jej však udělit bratru či mladšímu synovi a založit tak novou knížecí linii rodu, má-li kníže knížecích titulů více. Knížecí titul tak bývá obvykle vázán na konkrétní lokalitu, resp. bývalé léno (př. kníže z Lampedusy pro rod Tomasi). Ti členové rodiny, kteří nejsou knížaty, užívají titul dei principi di N. Italský kníže má nárok na čestný titul Don, a pokud nemá z historických důvodů oprávnění užívat vyšší predikát, je oslovován „Excelence“. Tituly Don a Excelence náleží celému knížecímu rodu, tedy i těm členům rodiny, kteří knížaty sami nejsou.

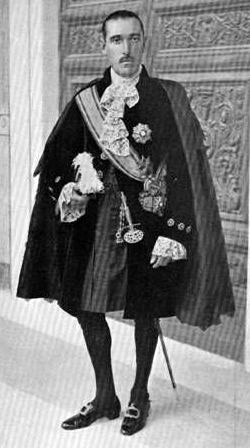
Marcantonio Colonna, v l. 1923–1947 kníže-asistent papežského trůnu. Zde v slavnostním oděvu svého úřadu

### Papežská knížata
Papežská knížata jsou dvojího druhu. Jednak jde o nejvyšší stupeň lenní aristokracie v Papežském státě. Mezi tyto rody patří řada těch, z nichž vzešly papežové, jiné rody naopak za svůj společenský vzestup vděčily právě papežskému nepotismu, který umožnil jejich povýšení na knížata. Mezi známé rody Papežského státu patří Borromeové, Colonnové, Orsiniové, Aldobrandiniové, rody Chigi, Pamphilli, Barberini nebo Borghese. Knížecí titul bývá obvykle vázán na nějaké konkrétní léno v zemi, může však výjimečně být udělen i patronymně (podle jména) celému rodu. Nejprestižnější papežskou knížecí hodností je titul knížete-asistenta papežského trůnu, spoluzastávaný po staletí dědičně hlavou rodu Colonnů. V letech 1735–1958 byl úřad zastáván také hlavou rodu Orsini, protože se však kníže Phillipo Orsini dopustil manželské nevěry s britskou herečkou Belindou Lee, přišli Orsiniové o svůj úřad, kde je od té doby nahradil rod knížat Torloniů. Papež může také udělit titul knížete (tzv. knížete římského, Principe Romano nebo Princeps Romanus) bez léna cizinci, který se mimořádně zasloužil o katolickou církev. Takto byl primogeniturním knížecím titulem v roce 1820 vyznamenán francouzský vévoda Armand de Polignac, příbuzný současného monackého knížete Alberta II. Podobně např. Lucien, jediný ze sourozenců Napoleona Bonaparta s jednoznačně antimonarchistickým postojem, obdržel od papeže postupně tři knížecí tituly: roku 1814 kníže z Canina, 1824 kníže z Musignana a 1837 kníže Bonaparte. Od pontifikátu Jana XXIII. již Svatý Stolec nové šlechtické tituly neuděluje, i když formálně taková možnost zrušena nebyla.

### Belgie a Nizozemí

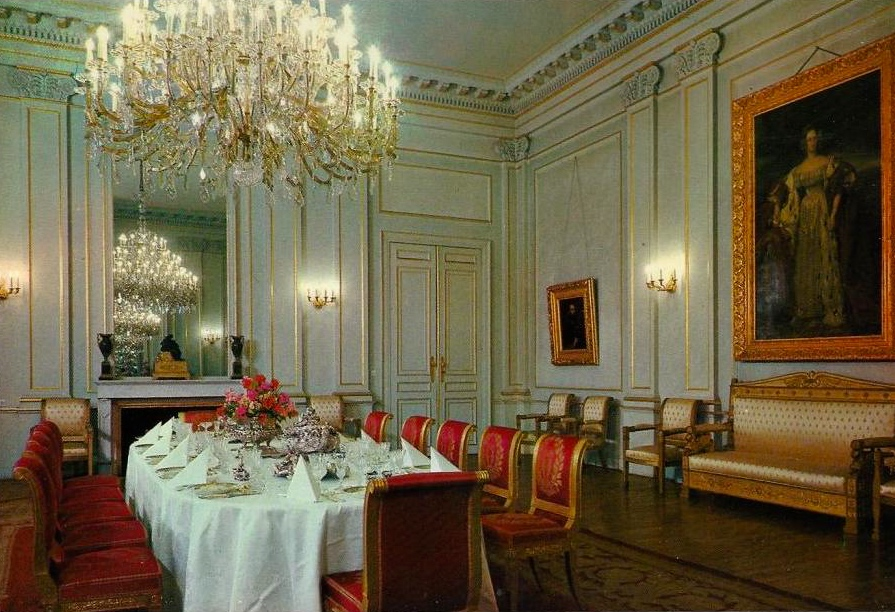
Modrý salon v Bruselu, kde se schází poradní sbor belgického krále, složený výlučně z hlav zemských knížecích rodů

Oblast dnešního Beneluxu byla ve středověku součást Svaté říše římské a ke knížatům zde patřili někteří bezprostřední vládci světští (vévoda brabantský, markrabí namurský apod.) i duchovní (biskup lutyšský či utrechtský). Již v pozdním středověku místní vládci velice sporadicky udíleli šlechtický titul knížete vázaný na nějaké nevelké místní panství (např. kolem roku 1400 knížectví Steenhuyse udělené burgundskými vévody či r. 1513 Knížectví Mortagne udělené rodu Ligne Jindřichem VIII., který se v té době angažoval v nizozemských záležitostech). Od nástupu Habsburků získávaly některé nizozemské rody titul knížete Svaté říše římské bez udělení jakýchkoli práv suveréna. Tento říšský knížecí titul mohl být vázán na nějaké panství, povýšené k tomu účelu na titulární knížectví (1486 Chimay pro rod Croÿ, 1545 Épinoy pro vikomty z Melunu) nebo mohl být patronymní, tedy podle jména (roku 1594, 1664 a 1742 pro rod Croy, roku 1601 pro rod Ligne, roku 1736 pro rod Hornes apod.). Prvním místním (burgundským) knížecím titulem, přiznaným Habsburky byl r. 1540 titul knížete z Gaveren pro Lamoraala van Egmont, vázaný na stejnojmenné knížectví. V téže době se začínají objevovat první burgundské tituly vévodů a markýzů. Vedle nizozemských titulů vázaných na knížectví (1602 Ligne, 1630 Robech pro rod Montmorency, 1677 Solrë pro rod Croÿ aj.) byli „místní“ knížecí tituly kreovány i podle jména či bývalého panství rodu (1688 kníže Longueval pro rod Buquoy, 1748 ad personam knížecí titul pro rod Looz-Corswarem apod.). Tituly, udělené z pravomoci burgundského vévody bývaly téměř vždy primogeniturní, tituly říšské zase pro veškeré potomky. Podle nařízení krále Filipa IV. z 8. května 1664 muselo panství knížat, aby mohlo být povýšeno na knížectví, vynášet roční příjem minimálně 24 000 guldenů. Po Nizozemské revoluci byla v severní části země šlechta formálně zrušena, na jihu se však vysoká aristokracie udržela. Zatímco za Španělských Habsburků a později v době Nizozemského království byl knížecí titul nadřazen vévodskému, za vlády Rakouských Habsburků tomu bylo naopak. Titul knížete (Vorst) měl krátce v letech 1813–1815 také panovník Nizozemska, Vilém I. Knížecí tituly byly potvrzovány i nově udíleny také v Nizozemském a Belgickém království v 19. a 20. století (nově např. r. 1815 kníže z Watterloo pro vévodu z Wellingtonu či r. 1937 titul princ Bernadotte). Dnes je kníže v Nizozemsku nejvyšším šlechtickým titulem, ovšem vévodové, jimž je bezprostředně nadřazen, v zemi již nežijí a knížecí titul je de facto omezen jen na hlavu rodu Riquet-Caraman, knížete ze Chimay. V Belgii je dnes knížecí titul taktéž nejvyšším šlechtickým titulem v zemi, vévodský titul tu nikdy jako šlechtická hodnost nebyl oficiálně přiznán. Nejvýznamnější knížecí (a vévodské) rody zasedají v královské tajné radě v Modrém salónu (Salon bleu). Podle belgické ústavy může být knížecí titul v zemi pouze potvrzen rodině, která jej získala již před datem nezávislosti Belgie (1830). Stejně jako titul markýze jej není možné nově udělit.

### Knížata na západě Evropy
V nejzápadnější části Evropy, na Britských ostrovech a na Pyrenejském poloostrově příslušela v raném středověku knížecí hodnost panovníkům keltských Tywysogaeth (knížectví) na Britských ostrovech, resp. emírům jižně od Pyrenejí (nejznámější je Granadský emirát). Od ustavení pevnějších monarchií zůstal knížecí titul rezervován prvorozeným synům králů a následníkům trůnu. Byl také svázán s nějakým historickým územím. Nejvyšším šlechtickým titulem byl či je ale vévoda, zatímco titul knížete nebyl pro šlechtu užíván vůbec nebo téměř vůbec.

#### Velká Británie
Prvorozený následník trůnu bývá tradičně knížetem z Walesu (Prince of Wales) (do češtiny nepřesně překládáno jako princ z Walesu), ovšem bez královského potvrzení nemá na tuto hodnost automatický nárok. Tento nárok je u britského korunního prince spojen jen s tituly vévoda z Cornwallu (následník v Anglii) a vévoda z Rothesay (následník ve Skotsku). Dvě nejvyšší britské šlechtické hodnosti: vévoda a markýz užívají při mimořádně formálních příležitostech a v nejoficiálnějších dokumentech tituly „Nejvyšší, nejurozenější a nejmocnější kníže“ (The Most High, Noble and Potent Prince) pro vévodu a „Vysoký, urozený a mocný kníže“ (The High, Noble and Potent Prince) pro markýze. Tyto zastaralé, v současnosti téměř vymizelé, ceremoniální formule měly podtrhovat význam a jakýsi quasi-knížecí status nositelů dvou nejvyšších britských šlechtických titulů. Nešlo o „skutečný“ britský knížecí titul. „Skutečným“ knížetem v Anglii byl ovšem biskup z Durhamu, kterému v minulosti náležela některá práva téměř suverénního vladaře.

#### Španělsko
Tři království před sjednocením Španělska užívala titul knížete pro svého následníka, takže od konce 15. stol. jsou tyto knížecí hodnosti spojeny vždy v jedněch rukou následníka. Jde o tituly knížete asturského (Príncipe de Asturias) (pro Kastílii a León), knížete z Gerony (Príncipe de Gerona) (pro Aragon) a knížete z Viany (Príncipe de Viana) (pro Navarru). V minulosti španělští králové přiznávali a udíleli knížecí titul šlechtě ve Španělském Nizozemí a v Neapolském či Sicilském království, kde rovněž vládli. Ve vlastním Španělsku byli jedinými knížety-šlechtici státní ministr Manuel de Godoy s poněkud bizarním titulem „kníže míru“ (Príncipe de la Paz), který získal, když s Francií roku 1795 vyjednal pro Španělsko připojení se k Basilejskému míru a trojnásobný ministerský předseda Baldomero Espartero, jenž byl od r. 1870 knížetem z Vergary (Príncipe de Vergara), navíc s právem nazývat se „královskou Výsostí“ (Altezza real), ačkoli nebyl sám královského rodu.

#### Portugalsko
Na rozdíl od Británie a Španělska není Portugalsko v současnosti již monarchií. V dobách králů příslušel knížecí titul korunnímu princi, který byl knížetem Portugalců a knížetem z Algarve (Príncipe Real de Portugal e dos Algarves). Ostatní analogické tituly, např. Príncipe do Brasil, je vhodnější překládat termínem princ. Prvorozený syn následníka trůnu býval knížetem z Beiry (Príncipe da Beira). Titul knížete z Algarve se vázal na staré maurské království. Panující portugalský král převzal do své titulatury i titul krále algarvského (Rei do Algarve).

### Mimoevropská knížata

#### Evropský kulturní okruh

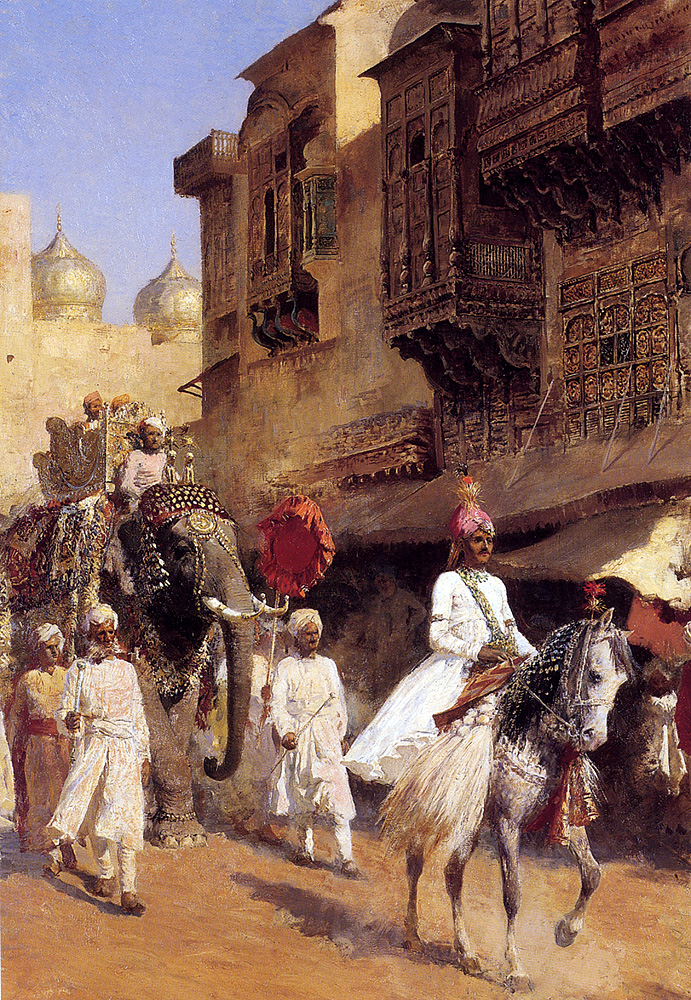
Slavnostní vjezd indického knížete do města (obraz od lorda Edwina Weekse)

První mimoevropské knížectví založené Evropany – Antiochijské, se datuje již do doby první expanze křesťanské Evropy – křížových výprav. V oné době vznikla taktéž dvě krátce trvající knížectví na území pozdějšího Jeruzalémského království – Jeruzalémské a jemu lenním závazkem podřízené Judské (Galilejské).
Panovníci Druhého Haitské císařství a Haitského království pocházeli z domorodého, resp. míšeneckého prostředí, svou zemi se ale snažili řídit podle evropského modelu. Proto na Haiti vznikla šlechta podle francouzského vzoru s knížetem (Prince) jako nejvyšším šlechtickým titulem. Druhé císařství i království kreovala shodně po čtyřech dědičných knížatech. Haitská narychlo vytvořená šlechta se ale stala ihned terčem posměchu a až do současnosti je pojem „haitská šlechta“ synonymem pro naprosté šlechtické parvenu. Evropská šlechta v žádném případě nepovažuje haitské rody za sobě rovné, mj. i proto, že celá řada nových „knížat“, „vévodů“, „markýzů“ nebo „hrabat“ se narodila ještě jako otroci na plantážích.
Mimo Evropu uznávaly některé koloniální mocnosti knížecí titul domorodým elitám. To byl případ Španělska a tzv. Princípalias na Filipínách, uznávaných španělskými králi i koloniálními úřady již od 16. století. V Nizozemské východní Indii, především na Jávě, zachovávali kolonisté místním vládcům jistý respekt a přiznávali jim titul knížete a unikátní oslovení „knížecí Výsost“ (vorstelijke Hoogheid). Javánské knížecí rody byly považovány za součást aristokracie Nizozemského království a jejich zástupci se zúčastnili např. intronizace královny Vilemíny. Panovníci tzv. Knížecích států v Britské Indii byli bez ohledu ohledu na svůj dosavadní titul, souhrnně britskou korunou označováni za knížata. Přesto však britská monarchie projevila značný cit pro jemné ceremoniální rozlišení jejich vzájemného postavení. Více než 500 indických knížat bylo rozděleno do sedmi hodnostních tříd, které se odlišovaly počtem slavnostních výstřelů z děl při příjezdu takového knížete do některého města. Počet čestných salv byl v rozpětí od 21 do 9 a knížecí status se dále lišil i tím, jestli kníže měl tuto poctu přiznanou dědičně či jen doživotně. Existovala navíc ještě nejnižší, osmá třída knížat, která na pozdravné salvy neměla nárok. Šest vyšších kast s nárokem na přinejmenším 11 výstřelů mělo zároveň ze strany britské koruny nárok na titul Výsost (Highness) a pouze jeden z knížat z nejvyšší, „21 salvové kasty“, – Nizám z Hajdarábádu, měl nárok na čestný titul vznešená Výsost (exalted Highness). Naopak knížata, která měla nárok jen na 9 pozdravných salv, případně na střelbu neměla nárok vůbec, byla oslovována stejně jako britští vévodové: „pouze“ Vaše Milosti (Your Grace).

#### Mimoevropský kulturní okruh
Z mimoevropských zemí patří k těm s Evropě nejpodobnější kulturou křesťanské Habešské císařství. Knížeti zde nejlépe odpovídal titul ras (ራስ), který náležel nejvyšší šlechtě a správcům, často osobám s vojenskými úkoly. Do evropských jazyků bývá ras někdy překládán i jako vévoda.
Za odpovídající titulu evropského knížete se považuje např. arabsko-islámský titul emír (أمير) a japonský titul daimjó (大名).
Jako kníže je překládán čínský titul wang, původně titul panovnický, od konce 3. století př. n. l. udělovaný příbuzným císařů a předním hodnostářům jako nejvyšší aristokratický titul. Titul měl několik stupňů například v říších Tchang a Sung v sestupném pořadí čchin-wang (親王, kníže krve, doslova kníže-příbuzný), s’-wang (嗣王, kníže-dědic) a ťün-wang (郡王, kníže komandérie).

## Pseudoknížata

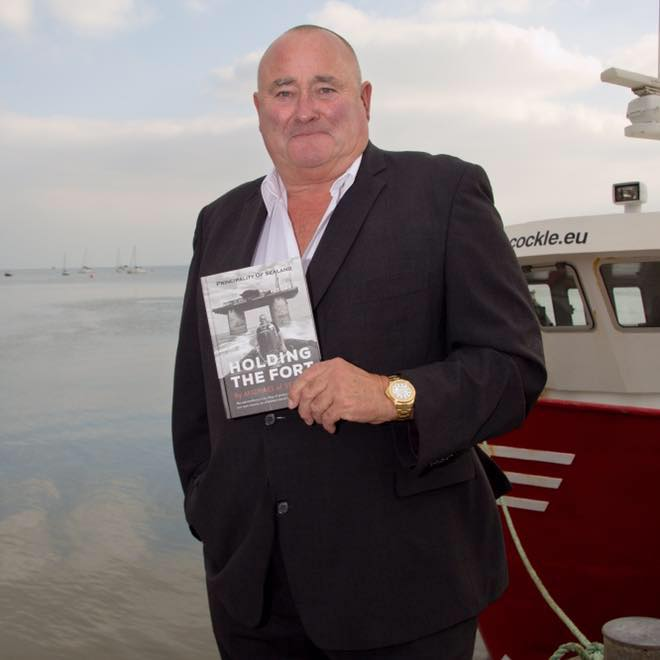
Michael Bates, „kníže ze Sealandu“

Od poloviny 20. století vzniklo na světě množství tzv. Mikronárodů, které nejsou mezinárodně uznávány a mají nejrůznější formy vlády včetně knížectví. Důvody pro jejich vznik se velice různí a sahají od spíše recesistických (např. Horácké knížectví „knížete“ Miroslava Donutila), přes projekty na podporu regionální turistiky, až po vážně míněný separatismus (kníže Leonard (I.) Casley a „jeho“ australské knížectví Hutt River nebo kníže Marcello (I.) Menegatto, současný „vládce“ italské Seborgy). Někdy jde dokonce o projekty, obviněné z projevů pravicového extremismu (tzv. Knížectví Germania v Braniborsku, zrušené v roce 2009 soudním rozhodnutím a zásahem policie). Knížata takovýchto států si svůj titul udělila sama a proto jejich tituly nelze uznat z hlediska práva mezinárodního ani z hlediska práva šlechtického, které je postavené na zásadě, že nikdo nemůže udělit více ani stejně moci či privilegií, než kolik sám drží. Nová knížata tak v praxi může jmenovat jen suverénní panovník s alespoň královskou hodností.

## Zajímavosti
- „Kníže míru“ je jedním z titulů Ježíše Krista. Ten je však častěji uctíván jako král (náleží mu např. titul „král slávy“) a jeho královský titul se dává do protikladu k titulu knížecímu, jenž je přiznáván Satanovi. Svatý Petr je na druhou stranu „knížetem apoštolů“. Podle Písma či církevní tradice existuje ještě více takovýchto epitet.
- Protože prakticky ve všech jazycích je slovo pro knížete i synonymem pro vládce, resp. panovníka, pak slavné dílo Niccola Machiavelliho: Vladař, se v originále nazývá Il Principe (tj. doslova kníže).

## Galerie
Hodnostní a heraldické koruny knížat ve šlechtických systémech mimo střední Evropu:

Koruna suverénního knížete v systému napoleonské heraldiky
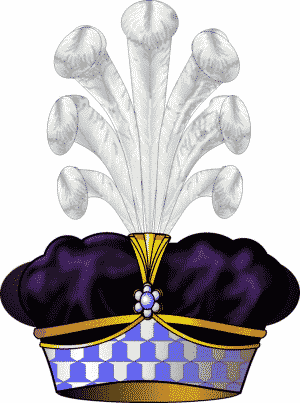
Baret titulárního knížete v systému napoleonské heraldiky
Heraldická koruna Frederika, knížete Waleského
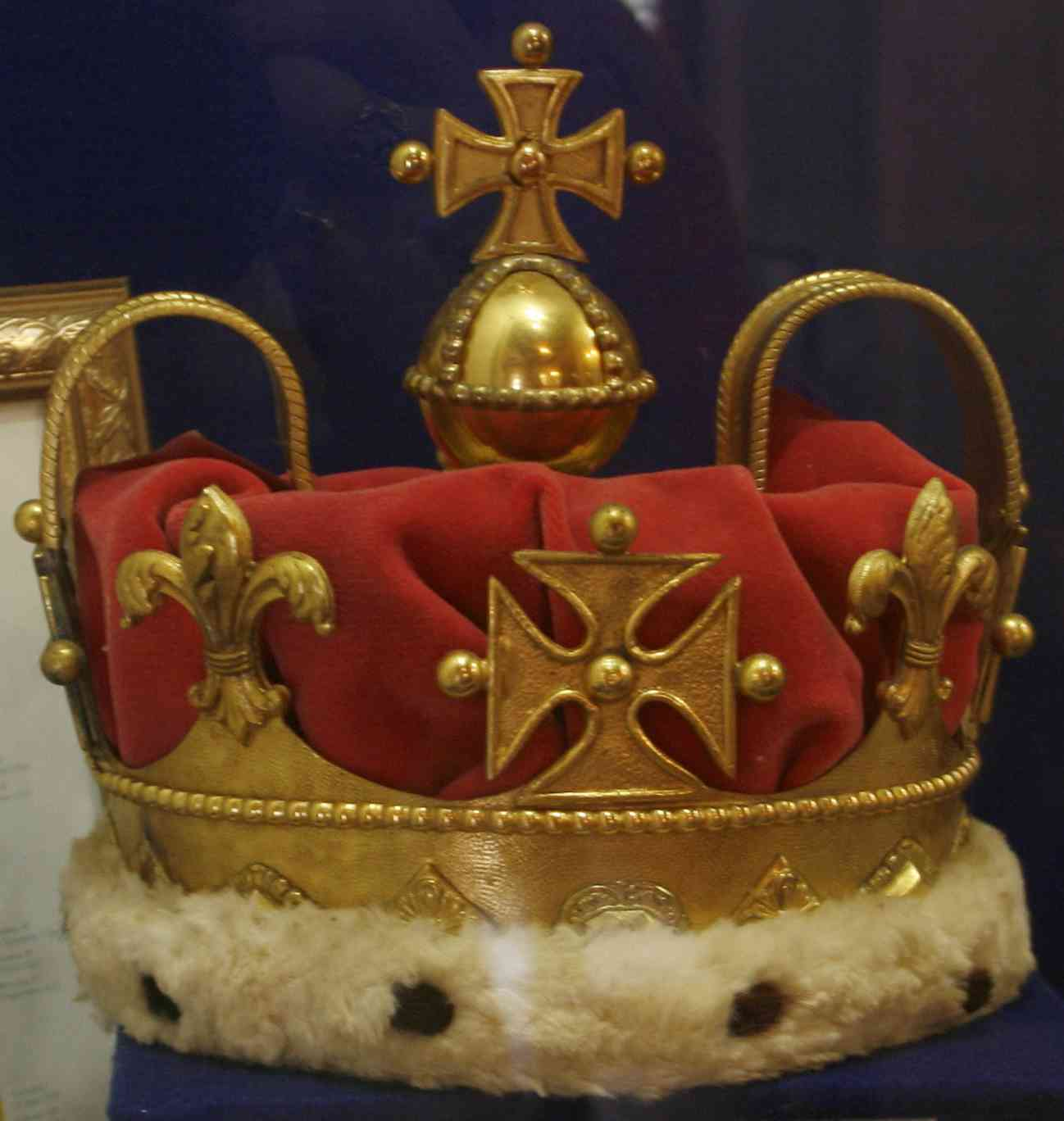
Reálný vzhled první známé koruny knížat z Walesu, knížete Frederika (kníže Charles byl korunován korunou jinou)
Heraldická koruna knížat v Italském království
Heraldická koruna knížat a královských princů v Belgii
Heraldická koruna knížat v Nizozemí